# Cyperus benadirensis
Cyperus benadirensis är en halvgräsart som beskrevs av Emilio Chiovenda. Cyperus benadirensis ingår i släktet papyrusar, och familjen halvgräs. Inga underarter finns listade i Catalogue of Life.